# Goran Fiorentini
Goran Fiorentini (Split, 1981. november 21. –) világbajnoki- (2003) és Európa-bajnoki ezüstérmes (2001) horvát származású visszavonult olasz vízilabdázó.

## Családja
Apja Branko Jovanović visszavonult vízilabdázó, öccse Deni Fiorentini szintén vízilabdázó.